# Fotograma (cinema)
|  | No s'ha de confondre amb Fotograma (fotografia) o Fotograma per segon. |

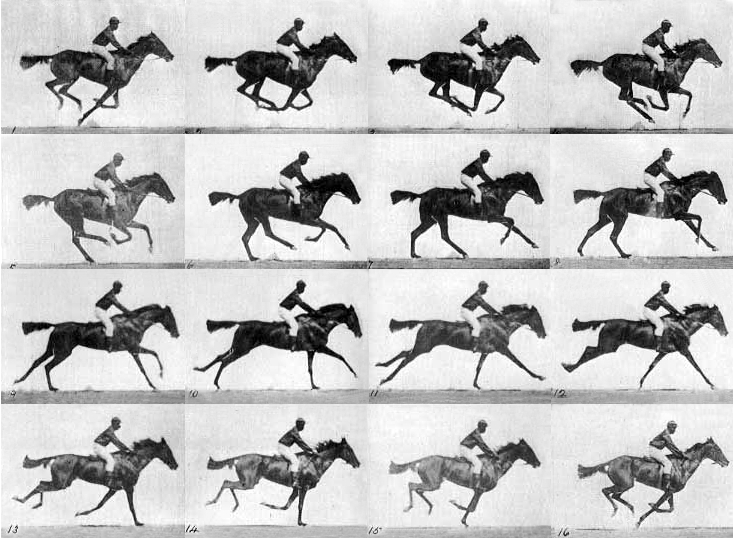
La famosa sèrie de fotografies de Muybridge, on cada fotografia és un fotograma

En cinema, un fotograma (frame), o quadre de pel·lícula, és una de les moltes imatges individuals en una pel·lícula, l'element més petit de la pel·lícula. Si es projecta una cadena de fotogrames a una determinada freqüència, com a mínim 12 fotogrames/segon, podem obtenir sensació de moviment. En el cas de la televisió, utilitzant la resolució completa de NTSC o PAL, un fotograma consta de dos camps entrellaçats.

## Mida
La mida d'un quadre de pel·lícula varia depenent del format d'aquesta. Podem tenir des del format de 8 mm, amb una mida de 4,8 per 3,5 mm, fins a un quadre d'IMAX de mida 69,6 per 48,5 mm; tot i que el més utilitzat és el de 35 mm, de 22 per 16, mida estàndard utilitzada en cinema.
Pel que fa a la mida del fotograma, hem de tenir en compte que quan més gran és, més definició tindrem. Per exemple, si reproduïm un format de 35 mm i un de 70 mm en la mateixa pantalla, pel format de 35 mm haurem d'ampliar molt més la imatge que amb la de 70, amb lo qual tindrem menor resolució. Els fotogrames dels diferents formats sempre són més amples que alts perquè el camp de visió humà és el·líptic.
També varien les proporcions del fotograma en funció de la relació d'aspecte amb què es capta la pel·lícula. Les càmeres utilitzades per la filmació permeten modificar la mida de l'obturador per tal d'adaptar la relació d'aspecte segons el format desitjat. Els formats més utilitzats a cinema són 1:1,66 i 1:1,85.

## Freqüència
L'ull humà és capaç de percebre moviment a partir d'una cadena de fotogrames degut al fenomen fi i a la persistència.
Al cinema, per estalviar costos en el cel·luloide, s'ha optat per representar 24 fotogrames per segon, suficient per a proporcionar una sensació de moviment correcta. No obstant això, la presentació directa d'aquests fotogrames produiria una sensació de parpelleig. Per evitar-lo, el que es fa és presentar dues vegades el mateix fotograma. Així obtenim una sensació d'uniformitat a la pantalla.
Alguns formats de cinema han utilitzat més fotogrames per segon, com per exemple les pel·lícules de 70 mm, que utilitzaven 30 f/s, o els cinemes IMAX, que utilitzen 60 fotogrames per segon. Però el que normalment s'utilitza són 24 fotogrames per segon.

## Formats

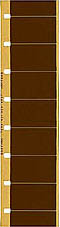
Fragment d'una pel·lícula de format 16 mm.

També s'ha de tenir en compte que quan es parla d'un determinat format realment el que s'està indicant és l'amplada de la pel·lícula (fotograma més perforacions). I dins d'aquest format hi pot haver diferents mides de fotograma indicats amb la relació d'aspecte. Per exemple, es pot parlar del format 35 mm i dins d'aquest s'hi poden trobar diferents relacions d'aspecte.
Els formats de les pel·lícules utilitzades en el cinema els podem classificar en dos grups:
- Pas estret: són aquells formats que tenen una amplada de la pel·lícula inferior als 35 mm. Com per exemple, el 8 mm i el 16 mm.
- Professionals: amplada més gran de 35 mm. Com per exemple, el 35 mm o el 70 mm.

## Tipus de filmació
Hi ha dos tipus de filmació:
- La filmació ordinària, on els quadres són fotografiats automàticament, un rere l'altre, en una càmera.
- Efectes especials o filmació d'animació,[7] on els quadres molt sovint s'enganxen un per un.